# Ilarion Urs
Ilarion Urs (n. 4 martie 1955, Recea, județul Brașov) este un cleric ortodox român, care îndeplinește funcția de episcop-vicar al Arhiepiscopiei Sibiului (din 2015), cu titulatura Făgărășanul.

## Biografie
Născut în satul Recea din județul Brașov, a primit la naștere numele de Ioan Urs. A urmat cursurile școlii generale din Recea (1961-1969), pe cele ale Școlii Profesionale de Piese Auto din Sibiu (1970-1973), ale Liceului Industrial IPAS din Sibiu (1977-1981) și apoi pe cele ale Institutului Teologic din Sibiu (1985-1989).
A intrat ca viețuitor la Mănăstirea Sâmbăta de Sus la 12 iunie 1983, fiind închinoviat la 10 august 1983, tuns rasofor la 18 iulie 1984 și tuns în monahism la 12 noiembrie 1984, primind cu această ultimă ocazie numele monahal de Ilarion. A fost hirotonit ierodiacon (17 noiembrie 1984) și apoi ieromonah (15 august 1987) pe seama Mănăstirii Sâmbăta de Sus de către mitropolitul Antonie Plămădeală, în Catedrala Mitropolitană din Sibiu. A îndeplinit mai multe sarcini în cadrul mănăstirii: iconom (1984-2000) și duhovnic (din 10 iulie 1992). Mai apoi a fost hirotesit protosinghel (15 august 1994) și arhimandrit (15 august 1998).
După plecarea în SUA a arhimandritului mitrofor Irineu Duvlea (stareț al mănăstirii în perioada 1993-2000), arhimandritul Ilarion Urs a fost numit la 7 decembrie 2000 ca stareț al mănăstirii Brâncoveanu de la Sâmbăta de Sus (județul Brașov), cumulând din 20 ianuarie 2001 și funcția de exarh al mănăstirilor din Arhiepiscopia Sibiului; a îndeplinit aceste sarcini până la alegerea sa ca episcop, în anul 2015.

## Episcop-vicar al Arhiepiscopiei Sibiului
Ca urmare a întronizării episcopului Andrei-Nicolae Moldovan ca episcop al Covasnei și Harghitei la 15 februarie 2015, Arhiepiscopia Sibiului a rămas fără episcop-vicar. Astfel, la 7 mai 2015, Sinodul Mitropoliei Ardealului l-a desemnat prin vot secret pe arhimandritul Ilarion Urs ca unul dintre cei doi candidați pentru funcția vacantă, celălalt fiind arhimandritul Macarie Țuțul, marele eclesiarh al Catedralei Mitropolitane din Sibiu. În ședința sa din 3 iunie 2015, Sfântul Sinod al Bisericii Ortodoxe Române l-a ales în postul vacant de episcop-vicar al Arhiepiscopiei Sibiului, cu 25 de voturi din 40 valid exprimate, pe arhimandritul Ilarion Urs, cu titulatura de „Făgărășanul”.
Arhimandritul Ilarion Urs a fost hirotonit ca episcop-vicar al Arhiepiscopiei Sibiului la 7 iunie 2015 în biserica Mănăstirii Sâmbăta de Sus. Soborul de ierarhi care a oficiat această hirotonie a fost condus de mitropolitul Laurențiu Streza (arhiepiscop al Sibiului și mitropolit al Ardealului), fiind compus și din Irineu Popa (mitropolitul Olteniei), Ioan Selejan (mitropolitul Banatului), Irineu Pop (arhiepiscopul Albei Iulia), Sofronie Drincec (episcopul Oradiei), Visarion Bălțat (episcopul Tulcii), Andrei-Nicolae Moldovan (episcopul Covasnei și Harghitei), Gurie Georgiu (episcopul Devei și Hunedoarei) și Ieronim Crețu (episcop-vicar patriarhal). La acest eveniment au asistat prefectul Sibiului, Ovidiu-Ioan Sitterli, și președintele Consiliului Județean Sibiu, Ioan Cindrea.

## Distincții
A fost decorat în noiembrie 2002 cu Ordinul național Pentru Merit în grad de Cavaler „pentru crearea și transmiterea cu talent și dăruire a unor opere literare semnificative pentru civilizația românească și universală”.
Ca urmare a meritelor sale, a primit Crucea Patriarhală cu ocazia inaugurării „Academiei Sâmbăta” de la Mănăstirea Brâncoveanu (15 august 2003), Premiul pentru cultură și tradiții din partea Fundației pentru dezvoltare regională „Transilvania” - Brașov (2004), Crucea Șaguniană din partea Mitropoliei Ardealului (2007), Crucea „Ștefan cel Mare și Sfânt” din partea Radio TRINITAS (2013) și Ordinul „Sfinții Martiri Brâncoveni” pentru clerici din partea Patriarhiei Române (2014).